# Берегові хребти
Берегові хребти (англ. Pacific Coast Ranges у Канаді, англ. Pacific Mountain System у США) — гірська система, найзахідніший частина Кордильєр, ланцюг з гірських хребтів, що простягається уздовж узбережжя Північної Америки від Аляски до північної та центральної Мексики. Берегові Хребти входять до Північноамериканських Кордильєр.